# Município de Pleasant (condado de Logan, Ohio)
O município de Pleasant (em inglês: Pleasant Township) é um município localizado no condado de Logan no estado estadounidense de Ohio. No ano de 2010 tinha uma população de 1.147 habitantes e uma densidade populacional de 18,28 pessoas por km².

## Geografia
O município de Pleasant encontra-se localizado nas coordenadas 40° 20′ 28″ N, 83° 56′ 18″ O. Segundo o Departamento do Censo dos Estados Unidos, o município tem uma superfície total de 62.73 km², da qual 62.73 km² correspondem a terra firme e (0%) 0 km² é água.

## Demografia
Segundo o censo de 2010, tinha 1.147 habitantes residindo no município de Pleasant. A densidade populacional era de 18,28 hab./km². Dos 1.147 habitantes, o município de Pleasant estava composto pelo 96.69% brancos, o 0.96% eram afroamericanos, o 0.26% eram amerindios, o 0.09% eram asiáticos, o 0.17% eram insulares do Pacífico, o 0.52% eram de outras raças e o 1.31% pertenciam a duas ou mais raças. Do total da população o 0.52% eram hispanos ou latinos de qualquer raça.